# Classique des trois caractères
Le Classique des trois caractères ou San Zi Jing (traditionnel: 三字經  simplifié: 三字经   pinyin:  Sānzìjīng) est un des Classiques chinois (voir Autres classiques). Il a probablement été écrit au XIIIe siècle à l'époque de la dynastie Song et est attribué à Wang Yinglin (王應麟, 1223-1296) ou à Ou Shizi (區適子, 1234-1324).
Ce n'est pas un des classiques confucéens traditionnels, mais un résumé de la pensée confucéenne pour l'enseignement des enfants. Jusqu'à la fin du XIXe siècle, il faisait partie de la première éducation des jeunes enfants à la maison. Le texte en chinois littéraire est écrit en vers de trois caractères pour être facilement appris par cœur. La tradition de récitation orale des Classiques a assuré sa durée et sa popularité à travers les siècles. Les textes courts et simples enseignent en même temps les sinogrammes courants, les constructions grammaticales, l'arithmétique, la chronologie historique, la liste des Classiques, et les bases de la morale confucéenne.  
Les quatre premiers vers énoncent l'acte de foi du confucianisme tel qu'il a été élaboré par Mencius, continuateur de Confucius, et consacré comme orthodoxie à l'époque impériale ; cette citation est connue de tous ou presque en Chine continentale et à Taïwan, et récitée par cœur: 

人 之 初   rén zhī chū      Les hommes à la naissance 

性 本 善   xìng běn shàn  naturellement sont bons 

性 相 近   xìng xiāng jìn   et naturellement tous semblables. 
 
习 相 远。   xí xiāng yuǎn.    Ils diffèrent par les habitudes qu'ils contractent. 

Exemple du procédé pédagogique: l'énoncé des nombres de 1 à 10 y associe les principes qu'ils désignent :
三 綱 者 sān gāng zhě Les Trois Règles sont

君 臣 義 jūn chén yì le devoir entre le souverain et le sujet

父 子 親 fù zǐ qīn l'affection entre le père et le fils

夫 婦 順。 fū fù shùn. l'harmonie entre le mari et la femme.

[…]
曰 水 火 yuē shuǐ huǒ L'eau, le feu 

木 金 土 mù jīn tǔ le bois, le métal et la terre 

此 五 行 cǐ wǔ xíng sont les Cinq Éléments 

本 乎 數。 běn hū shù. qui trouvent leur origine dans les nombres.

Bien que le San Zi Jing ne soit plus au programme des écoles publiques, les parents continuent de l'utiliser pour apprendre à leurs enfants à lire et prononcer les mots. On le trouve dans les librairies sous forme d'éditions classiques et de livres illustrés pour enfants avec réénoncé en chinois moderne et commentaires, d'enregistrements audio, de vidéos, de cahiers d'écriture. Les versions en ligne sur Internet sont innombrables.
Le Classique des trois caractères fut banni par la Révolution culturelle, en tant que porteur de l'idéologie féodale. Il continua de circuler dans les autres pays de langue chinoise et d'être enseigné dans les familles. 
Le texte est présenté en couplets de quatre vers de trois caractères, parfois deux vers. Il est traditionnellement distribué en cinq chapitres : 
- La nature de l'homme, nécessité de l'éducation, piété filiale (44 vers) ;
- Leçons de choses et arithmétique (66 vers) ;
- Les bons livres, programme des études (68 vers) ;
- Leçon d'Histoire (88 vers) ;
- Personnages illustres, exhortations à l'étude (90 vers).

La version originale datant de la dynastie Song comprend  356 vers de trois caractères, soit 1 068 signes. Au cours des siècles, la chronologie a été complétée jusqu'à la dynastie Qing et la République de Chine ; la version moderne comprend 370 vers.
Dans le langage familier, « sanzijing » se traduirait en français par « mot de trois lettres ».